# おはようパーソナリティ中村鋭一です
『おはようパーソナリティ中村鋭一です』（おはようパーソナリティ なかむらえいいちです）は、朝日放送（現在の朝日放送ラジオ）が1971年4月1日から1977年3月25日まで平日の早朝に放送されていた生ワイド番組。ラジオとテレビの兼営局だった朝日放送（旧法人）のラジオ放送部門が株式会社朝日放送ラジオへ移管された2018年4月1日以降も放送が続けられている『おはようパーソナリティ』シリーズにおいて、最初の番組に当たる。
朝日放送の元・アナウンサーで、当時報道局のプロデューサーだった中村鋭一がパーソナリティを務めていた冠番組で、放送時間は毎週月曜日 - 金曜日の7:15 - 9:00（1972年3月31日まで）→　7:15 - 9:30（同年4月3日以降、いずれもJST）。1975年4月26日までは同局の女性アナウンサーや女性タレントがパーソナリティを務める『おはようパーソナリティ』を毎週土曜日に放送していたため、「『おはようパーソナリティ』の平日版」として扱われた。

## 概要
朝日放送のスポーツアナウンサーなどを経て、1969年4月から同局の人事交流制度で朝日新聞大阪本社の記者を務めていた中村が、朝日放送へ復帰したことを機に誕生した生ワイド番組。日本のラジオ界において、「司会者を『パーソナリティ』、聴取者を『リスナー』と呼んだ最初の番組」とされている（詳しくはラジオパーソナリティの項を参照）。
中村は朝日放送への入社前に中学校の英語教師を務めたことから、第1回の放送では、「Spring has come early in the morning.」（「朝に春が来た」）という第一声を発していた。もっとも、番組タイトルが決まらないまま放送を始めたため、『おはようパーソナリティ』という番組タイトルが付いたのは放送の開始から数日後であった。
実際には、滋賀県出身の中村が、独断を交えながら関西弁で長時間の生放送を進行。本人は名前の「鋭一」ではなく、「鋭（えい）ちゃん」の愛称で親しまれた。また、放送期間中は一貫して、日本のラジオ番組でトップの聴取率を記録。最高聴取率は9%（テレビ番組の視聴率では40 - 50%台に相当）で、朝日放送の放送対象地域に当たる関西地区での聴取率調査において、カーラジオでの占拠率が6割を越えたこともあった。1972年度には、上半期（4月）から放送時間を30分拡大したほか、日本のラジオ番組で唯一、第10回ギャラクシー賞を受賞している。

## 放送を開始するまでの経緯
1951年3月15日にラジオ単営局として設立された朝日放送は、1956年12月1日からテレビの本放送を始めたことを機に、テレビ放送事業との兼営体制へ移行。1959年には、1956年12月1日に開局していた大阪テレビ放送（朝日放送テレビの前身に当たるテレビ単営局）の吸収合併に至っていた。
朝日放送のラジオ放送部門は、1950年代の後半に落語や浪曲などの演芸番組で人気を博していたものの、1960年代に入ってから業績が悪化していた。この事態を受けて、朝日放送は収支に対する責任を明確にさせるべく、ラジオ関連の業務を集約させた部署（ラジオ局）を1965年7月に開設した。ラジオ局では、発足直後の1965年11月から「オーディエンス・セグメンテーション編成」（職業・年代などの区分に基づく視聴者の特性に合わせた時間帯ゾーン別の番組編成）を導入したうえで、ゾーンに見合った自社制作番組の新規開発に着手。その一環として、23:00以降のヤングゾーンに『ABCヤングリクエスト』（1966年4月 - 1986年9月）、ヘリコプターからの交通情報を主体に構成した『空からこんにちは』（1967年5月 - 1977年3月）などの生放送番組を誕生させることによって、当時沈滞していたラジオ界への突破口を作った。
当時の民放ラジオ局では、「事前に収録された3 - 15分間のミニ番組を、午前7・8時台に複数並べる」という編成が定着。社会人が出勤の前に「時計代わり」で番組を聴取することを想定しながら、少額の予算でCMを出稿できることをスポンサーに訴求することによって、電波料収入とスポット収入の増加を図った。このような細分化編成は聴取率の低下を食い止めるとともに、収入の面でもラジオ放送事業の大きな比重を占めていた。朝日放送では1965年11月から『ABC発8時半』という生放送番組を月 - 土曜日の「8時半」以降（8:30 - 9:00）に編成していたが、ラジオ局の担当者は「（『ABCヤングリクエスト』で）ヤングと（『空からこんにちは』で）ドライバーを（新たなリスナーとして）掴めていても成人の男子や主婦といった『オトナ』が聴いてくれないと、やっぱり『一人前のラジオ』と言えないのではないか」と感じていた。
折しも、当時のアメリカ合衆国では、AMラジオ業界が「ニューラジオ」の名の下に一時の低迷を脱していた。「ニューラジオ」の原動力になっていた番組は、パーソナリティ（○○）の名を冠した『○○アワー』という2 - 3時間の生放送番組で、ラジオならではの機動性・速報性とパーソナリティの個性が存分に発揮されていた。朝日放送では、1966年11月から12月にかけて、当時のラジオ報道部主任とラジオ制作部主事がアメリカのラジオ事情を視察。1967年には、日本民間放送連盟の主催によるアメリカでのラジオ研修に業務部長の吉川忠章を派遣した。吉川はこの研修をきっかけに、「パーソナリティが主体のラジオ番組」を次の開発目標に据えることを決意。従来の日本にはなかったラジオジャーナリズムを確立すべく、3年掛かりで研究と準備を進めた。
「パーソナリティが主体のラジオ番組」を朝日放送で実現させるためには、放送する時間帯とパーソナリティの選定が大きな鍵を握っていた。吉川は「（前述した）オトナのための新しいラジオジャーナリズム」を目指していたことから、聴取率がとりわけ高かった午前7・8時台に『ABCの顔になりそうな番組』を据えることを計画した。その一方で、『ABCヤングリクエスト』を立ち上げていた今田昭（吉川の上司でラジオ局編成課長）は、「細分化編成」を維持したまま番組間のステーションブレイクだけを廃止することを提案した。
今田の提案では、ステーションブレイク枠に充てていた1分間を生放送に転換したうえで、前夜から宿直勤務に就いている朝日放送のアナウンサーがコメントをはさむことが想定されていた。このような想定の背景には、1965年5月2日から朝日放送のラジオ放送部門とネットワーク（JRN）を組んでいたTBS（現在のTBSラジオ）が、『おはよう片山竜二です』という関東ローカル番組を1970年4月から土曜以外の曜日の早朝（7:30以降）に編成していたことが挙げられる。『おはよう片山竜二です』は「生ワイド番組」と扱われていたが、実際には「細分化編成」の下で放送されてきた複数のミニ番組を「フロート番組」として内包したうえで、そのような番組の合間を片山竜二（フリーアナウンサー）が生放送のトークでつないでいただけに過ぎなかった。
吉川は『ABCの顔になりそうな番組』の実現に向けて、「ABCラジオはこう決心しました。1971年4月1日より朝7時～9時まで番組を無くします。代わって登場するのがパーソナリティです」という文言で始まる企画書を作成。ラジオ番組の編成、営業、売り上げに対する責任を一手に担う業務部長として、売り上げ（スポンサーからの収入）の一時的な減少を見越したうえで立てた企画だったことから、吉川の「師匠」に当たる今田もやがてこの企画を受け入れた。当該時間帯の細分化編成に関わっていた営業系の部署やスポンサーは吉川の企画に強く抵抗したものの、本社と東京支社のラジオ営業部員が、スポンサーを何度となく説得。その結果、既存のミニ番組を全て整理する目途が立ったため、朝日放送では上記の時間帯で1971年4月から新番組を放送することを1970年の4月に公表した。
新番組のパーソナリティには、京都市の出身でシラキュース（アメリカ合衆国）のラジオ局に当時出演していた日本人男性が最有力候補に挙がっていた。しかし、長年にわたるアメリカ生活の影響で日本の事情に馴染めないことや、放送対象地域である関西地方の土地勘が失われていたことから招聘を断念。やがて、当時ラジオ局の業務を担っていた社員が「『（パーソナリティには）報道のセンスがないといかん』というなら、ウチのアナ（ウンサー）の中にいますがな。鋭ちゃん（中村鋭一と）いうのが」と提案。1971年の初春には、業務部長の吉川がパーソナリティへの就任を中村に打診した。中村は就任に当初難色を示したものの、再度の説得で打診に応じたため、「部長プロデューサー」という肩書でスタッフの選定も任された。その結果、「文才がある」「筆が速い」「アイデアマン」「自分勝手で枠にはまらない」という中川隆博をチーフディレクターに指名した。中川は中村の個性を生かすべく、「新しいパーソナリティのありよう」として「（標準語ではなく関西弁で）あるがままに喋ること」「とにかく自分の言葉で喋ること」「阪神タイガースファンの本音を（ラジオの）電波にそのまま乗せながら、阪神を徹底的に応援すること」を中村に提案。当番組のスタートに際しても、「中村さんは阪神ファンでっしゃろ。徹底的にタイガースの肩もってやりましょうや」との言葉で本人を激励している。
朝日放送の新入社員（ラジオ局ラジオ業務部編成課員）として当番組の立ち上げ作業へ参加した後に、『サンデープロジェクト』（朝日放送とテレビ朝日の共同制作による全国ネット向けの報道番組）のプロデューサーや朝日放送の代表取締役副社長などを歴任した和田省一によれば、中村の個性を前面に押し出した放送が世間で注目されるにつれてスポンサーが増加。「細分化編成」の時代を凌ぐ売り上げを記録したばかりか、放送開始から1年の節目で放送時間を30分延長することにもつながったという。ちなみに和田は、放送時間の延長を機に、ラジオ局のラジオ制作部へ異動したうえで当番組の制作に従事。中川を「大統領」と称するなど、当番組のスタッフ全員にニックネームを付けていた中村から「酋長」と呼ばれていた。
その一方で、朝日放送のラジオ局が当番組の開始に向けてミニ番組の整理を検討していた最中に、演芸番組での放送を前提に収録されていた浪曲のアーカイブ音源が社内で大量に所蔵されていることが判明した。そこでラジオ局は、「浪曲を愛好する高齢者の多くは、早朝から起きているのではないか」という見立ての下に、浪曲のアーカイブ音源に公開形式の新録音源を織り交ぜた『おはよう浪曲』（タカラスタンダードとタカラベルモントの共同提供による30分番組）を1970年7月から日曜以外の曜日の早朝5時台（当番組より前の時間帯）に編成。『おはよう浪曲』の開始は「細分化編成」の廃止に伴うスポンサー対策を兼ねていたが、開始後は放送の頻度・時間帯やスポンサーを変更しながらも、2014年12月28日まで45年近くにわたってレギュラーで放送された。

## エピソード

### 阪神タイガースを公然と応援

#### 『阪神タイガースの歌』を『六甲おろし』と称して放送中に熱唱
当番組の放送を始めた頃の朝日放送では、ラジオのプロ野球中継で阪神タイガースの公式戦を中心に据えながらも、読売ジャイアンツ（巨人）や関西地方に本拠地を置くパシフィック・リーグの球団（主に近鉄バファローズ）の公式戦を随時放送。放送業界全体でも「不偏不党」という原則が、スポーツ関連番組の編成や放送にまで徹底されていた。しかし、中村が阪神タイガースの熱烈なファンであることから、当番組では開始当初から阪神を応援する姿勢を明言。阪神がセントラル・リーグの公式戦で勝利した翌日の生放送で、中村が球団歌の『阪神タイガースの歌（六甲おろし）』を熱唱したことをきっかけに、阪神ファンのリスナーから絶大な人気を博した。和田によれば、中村が『六甲おろし』を生放送で歌うようになった背景には、歌声が灰田勝彦に似ていることを自認していた中村のキャラクターを生かすための「鼻唄コーナー」（中村が自分の好きな楽曲のフルコーラスを鼻歌で披露するコーナー）を設けていたことが関係しているという。
もっとも、当番組を開始した時点では、『阪神タイガースの歌』が阪神ファンの間ですら広く知られていなかった。これに対して、中村は番組の開始から1年ほど経過した頃の放送で、「『阪神タイガースの歌』のレコードが朝日放送の社内にあったはずや」との発言を繰り返していた。この発言を受けて和田が社内のレコード室を探したところ、既に廃盤になっていた『阪神タイガースの歌』のレコード（若山彰とコロムビア合唱団の歌唱によって1961年に日本コロムビアから発売されていたカヴァーバージョン）を発見。このレコードを当番組で流したことがきっかけで、阪神が読売ジャイアンツ（巨人）との公式戦に勝利した翌日のスポーツコーナーにおいて、中村がこのレコードに合わせて『阪神タイガースの歌』を3番までのフルコーラスで歌うようになった。
やがて、ラジオ中継の実況を収録した音源から阪神が勝った試合のハイライトシーンを放送したり、阪神が巨人戦に勝利した翌日の放送で中村が軍歌の『凱旋』を歌ったりするなど、阪神に対する番組ぐるみの応援はヒートアップ。放送の開始から2年目に入った1972年には、中村の歌唱による『阪神タイガースの歌』のレコードを朝日ミュージックサービス（現在のAMC）が製作するまでに至った。このレコードをテイチクレコードから発売したところ、関西地方を中心に40万枚を超える売上を記録。現在一般に広く知られている「六甲おろし」という通称は、このレコードの発表に際して、1番の歌詞の最初のフレーズ（「六甲颪」）を基に中村が考案したとされる。ちなみに中村は、『六甲おろし』を生放送で歌い始めた当初、この曲のタイトルを『阪神タイガースの歌』と紹介していた。しかし、歌い続けるうちに「ほな、『六甲おろし』行くで」との口上を付けるようになったという。

#### 番組ぐるみでの応援企画とその影響
当番組では「鋭ちゃんと一緒に阪神を応援しよう」と銘打って、希望するリスナーから抽選で3,000名を阪神甲子園球場での阪神主催公式戦へ定期的にに招待。招待したリスナーに小旗やメガホンを無料で配りながらの観戦で、リスナーとの親交を深めた。中村は後年のインタビューで、「（野球の応援に）集団でメガホンを使うのはあそこ（前述の企画）からやと思います」と述べている。
1973年、中村がプロ野球シーズン開幕前の生放送で「阪神がセントラル・リーグで優勝しなければ頭を丸刈りにする」と公約。阪神は当時8連覇中だった巨人との間で激しい優勝争いを展開したが、10月22日に甲子園球場で催された直接対決によるシーズン最終戦で、巨人に0 - 9のスコアで敗れて優勝を逃した。当番組はシーズン終了後の生放送で、中村の公開断髪式を盛大に断行。公約通り丸刈りになった中村が阪神の優勝を求める嘆願書を携えながら、大阪市北区梅田（当時）の阪神球団事務所へリスナーと共に押し掛ける事態にまで発展した。
前述した最終戦は朝日放送、読売テレビ、サンテレビがテレビで同時生中継を実施した。しかし、阪神の大敗に怒ったファンの一部が巨人と関係の深い読売テレビの放送席や中継機材を試合終了後に破壊する暴挙に及んだ。朝日放送の中継は中村がゲスト出演したが当番組のリスナーと思われるファンが「ここは鋭ちゃんのとこ（朝日放送のテレビ放送席）やから勘弁したれ」と叫んだことから、読売テレビの様な難を逃れている。同時に中継していたサンテレビの放送席は「サンテレビは俺ら（阪神ファン）の味方や! 手を出すな!」というファンの一声で難を逃れた。

### 中村以外の出演者も人気に
中村は朝日新聞 大阪本社への出向期間中に大阪管区気象台の天気予報担当記者を一時期 務めていた。その際に福井敏雄（同気象台職員(当時)）と知り合った縁で、1974年頃より福井が気象台への勤務を続けながら当番組に定期的に出演。「お天気おじさん」として広く親しまれた。1976年、喜納昌吉がゲスト出演。関西地方における『ハイサイおじさん』の人気に火を付けた。
1973年、中村の友人であるキダ・タローが5月2日から5月14日まで当番組のパーソナリティ代理を担当（担当期間中の番組タイトルは『おはようパーソナリティ　キダ・タローです』）。6月1日より、当番組の後枠で『フレッシュ9時半!キダ・タローです』のパーソナリティを務めた。

### 他局への影響
在阪の民放ラジオ局は当番組を開始するまで、前述した「細分化編成」を平日の早朝に導入。短時間の収録番組を並べる一方で、定時ニュースや天気予報を除いて、自社制作の生放送番組をほとんど編成していなかった。しかし、毎日放送（現在のMBSラジオ）では1972年4月から、毎日放送アナウンサー（当時）の阪本時彦をパーソナリティに起用した生ワイド番組（『おはようリスナー阪本時彦です』）を開始。前述した『おはよう片山竜二です』のようなフォーマットを採用しつつ、中村に対抗すべく、「東京都の出身で巨人ファン」という阪本の個性を前面に押し出していた。実際には当番組より早い時間（1973年3月までは6:15→同年4月以降は7:00）から放送を始めていたが、「後発の弱みもあって、健闘も及ばなかった」とのことで、放送期間はわずか2年にとどまった。
その一方で、毎日放送では1974年4月から、『おはようリスナー阪本時彦です』に代わって『ありがとう浜村淳です』の生放送を開始。『ありがとう浜村淳です』は「『ごめんやす浜村淳です』（1972年10月から土曜日の午前中に生放送）の平日版」という扱いで始まったものの、『おはようパーソナリティ』シリーズとの間で激しい聴取率争いを展開しながら、2024年3月まで50年にわたって平日での放送を続けてきた。ちなみに、浜村淳はラジオパーソナリティとしての活動の軸足を深夜番組から『ありがとう浜村淳です』へ移すに当たって、出身大学（同志社大学）の先輩である中村から、「独りよがりの喋りはいけない。（リスナーの）みんなが分かってくれる放送を（目指しなさい）」とのアドバイスを受けたという。
なお、関西以外の地方のラジオ局でも、パーソナリティの名を冠した自社制作の生ワイド番組が平日の早朝に相次いで放送されている。また、『ごめんやす浜村淳です』は1977年2月から、『ありがとう浜村淳です土曜日です』にリニューアル。『ありがとう浜村淳です』シリーズについては、浜村が2024年の誕生日（1月10日）で89歳になったことなどを踏まえて、浜村をパーソナリティに据えたまま同年4月から『 - 土曜日です』のみの週1回放送へ移行している。

### 中村の「政界挑戦」に伴う番組の終了
中村は1977年7月10日投開票の第11回参議院議員通常選挙で、「新自由クラブの公認候補」として大阪府選挙区から出馬することを決意。同年3月31日付で朝日放送を退社した。中村は退社に際して当番組からの降板を申し入れていたため、朝日放送では当番組自体を同年3月25日（金曜日）で終了させた。
同志社大学への在学中に弁論部で活動していた中村は、和田曰く「政治に対して『自民党のハト派』（宇都宮や三木武夫など）に近いスタンスを持っていた」とのことで、当番組でもさまざまな社会問題に対して私見を披露。さらに、このようなスタンスの政治家を、スタジオや電話を通じて時折出演させていた。中村が参議院議員選挙への出馬を決めた直接のきっかけも、自由民主党（自民党）の衆議院議員だった河野洋平や宇都宮徳馬が新自由クラブを結成した直後（1976年）に、河野を当番組のスタジオへ招いたことにある。河野は当番組の本番を終えると、ホテルプラザ（当時朝日放送本社の南隣でグループ会社が経営していたホテル）で中村に対して、新自由クラブから出馬することを長時間にわたって打診した。「同志社大学の弁論部で活動していた頃から、（国会議事堂の）赤絨毯の上で（審議を通じて）内閣総理大臣に直言することが夢だった」という中村は、この打診から数日後に、当番組を降板することを中川に相談。当時プロデューサーを務めていた中川は、「国会で『（衆議院議員と参議院議員の定数を合わせた）500人のうちの1人』になって活動するより、毎朝（当番組の生放送で）話している方が（世間への）影響力は圧倒的に大きい」「中村さんが『政治家になりたい』という理由で大勢のリスナーの皆さんと別れることが、自分には情けなく感じられる」といった言葉を涙ながらに中村へ投げ掛けたものの、中村を翻意させるまでには至らなかった。
なお、中村は第11回参議院議員通常選挙で落選すると、当時浜村が所属していた昭和プロダクションで「タレント」としての活動を開始。古巣の朝日放送にとどまらず、在阪他局やニッポン放送（在京ラジオ局）が制作する番組にも登場するようになった。1980年の第12回参議院議員通常選挙で「新自由クラブ・民社党の共同推薦候補」として大阪府選挙区で当選したことを皮切りに、参議院議員を2期・衆議院議員を1期務めたが、その間も公職選挙法に抵触しない範囲で『鋭ちゃん』をタイトルに冠したテレビ・ラジオ番組へ出演していた。

### 番組終了後の主な動き
朝日放送では中村の退社を受けて、『あすは日曜 道上です!』（『おはようパーソナリティ』土曜版の後継番組）を担当していた後輩アナウンサーの道上洋三を中村の後任パーソナリティに抜擢したうえで、1977年3月28日（月曜日）から『おはようパーソナリティ道上洋三です』を開始した（当該項で詳述）。『おはようパーソナリティ道上洋三です』の開始に際しては、当番組のテーマソングだった『クラリネット・ポルカ』を引き続き使用したほか、当番組への出演契約期間が残っていた池田生子（第3代アシスタントで通称「アイアイ」）を初代のアシスタント扱いで続投させた。その一方で、『明日は日曜　道上です!』から一部のコーナー（「こどもの心」など）を引き継いでいる。
道上はスポーツアナウンサーを志望していた新人時代に中村からスポーツ実況の指導を受けていて、当番組の最終回では、「リスナーは賢者や。分からんことがあったら（生放送を通じて）リスナーに訊け」という金言を中村から授かっていた。その一方で、和田は『明日は日曜　道上です』のプロデューサーを務めていて、『おはようパーソナリティ道上洋三です』でも初代のプロデューサーを任された。和田によれば、「朝日放送が『明日は日曜　道上です!』を始めたのは、『中村鋭一の後継者は道上洋三である』という意思の表れ」とのことで、中川からは「道上は（自分や中村より）若いので、（道上より年下の）『酋長』（和田）にプロデューサーを任せたい」と言われていたという。
『おはようパーソナリティ道上洋三です』が放送40周年を迎えた2017年に、中村は肺炎のため87歳で逝去。道上は中村の逝去から2日後（11月8日]）の同番組で、当番組出演時の音源（「六甲おろし」の熱唱と担当最終回での挨拶・「おもいでのアルバム」の合唱など）を流しながら中村の訃報を伝えた。その際には、「中村さん（の担当期間）が6年。私（の担当期間）が40年ですが、40年掛かっても『（中村に）追い付き、追い越せた』と思った日はありません」とのコメントを残している。
『おはようパーソナリティ道上洋三です』が放送45周年、朝日放送ラジオが（旧朝日放送時代からの通算で）開局70周年を迎えた2021年11月11日（木曜日）の同番組では、「道上洋三とABCラジオ」という特別企画を3部構成で生放送。「ABCラジオ開局70周年記念日 特別企画 ～あなたと私でプラチナ婚式～」の一環として組まれた企画で、中村が当番組の放送期間中に「山よりでっかいイノシシ出んわ!」と叫んだ声を収録した音源と、中村の歌唱による『阪神タイガースの歌』（六甲おろし）のレコード音源を放送した。道上自身は脳梗塞の発症に伴う入院加療で同年9月11日（月曜日）から休演していたが、この企画では、パーソナリティ代理の横山太一（後輩アナウンサー）が当番組開始前夜のエピソードを道上の証言などを基に紹介している。
道上は脳梗塞を発症した時点で78歳で、リハビリ専門病院への転院などを経て体調を徐々に回復しているが、放送に復帰する目途は立っていない。この状況を受けて、朝日放送ラジオは家族と協議を重ねた末に、『おはようパーソナリティ道上洋三です』を2022年3月25日（金曜日）放送分で終了。道上が「おはようパーソナリティ」を務めた期間は、複数回に渡る長期の休演期間を除いても、中村による担当期間（6年間）の7倍以上に及んだ。
朝日放送ラジオでは2022年3月28日（月曜日）から、『おはようパーソナリティ』という番組タイトルと「朝日放送テレビの男性アナウンサーがパーソナリティを務める生ワイド番組」というスタイルを残しつつ、『おはようパーソナリティ小縣裕介です』を月 - 木曜日、『おはようパーソナリティ古川昌希です』を金曜日に編成している。ちなみに、小縣裕介は当番組の開始から半年後の1971年9月29日に出生。古川昌希は道上と同じく、34歳で「おはようパーソナリティ」の座を引き継いだ。

## 番組から派生したレコード
- 阪神タイガースの歌（六甲おろし） / 初恋は星に似て（1972年発売：テイチクレコード A-89）
  - 1974年、「阪神タイガースの歌」でテイチクからゴールデンヒット賞を授与。B面に収録した『初恋は星に似て』は中村と初代アシスタントの嶋亜矢によるデュエット曲。
- ハイサイおじさん / ハイサイおじさん（対訳篇）（1976年5月発売：テイチクレコード A-95）
  - 喜納昌吉の楽曲を中村がカバー。関西地方を中心に人気を博した。
- タイガース音頭 / 進め!タイガース（1976年7月発売：東宝レコード AT-4005）
  - A面曲（タイガース音頭）は「中村鋭一とサウンド・フォー」名義、B面曲（進め! タイガース）は「アートボーン・チビッコ合唱団とサウンド・フォー」名義でリリース。

出演者による楽曲のリリースは『おはようパーソナリティ道上洋三です』で周年企画などで定期的に実施。数々のヒット曲を輩出している。